# Garland (Nebraska)
Garland és una població dels Estats Units a l'estat de Nebraska. Segons el cens del 2000 tenia 247 habitants.

## Demografia
Segons el cens del 2000, Garland tenia 247 habitants, 99 habitatges, i 66 famílies. La densitat de població era de 596 habitants per km².
Dels 99 habitatges en un 33,3% hi vivien nens de menys de 18 anys, en un 56,6% hi vivien parelles casades, en un 7,1% dones solteres, i en un 33,3% no eren unitats familiars. En el 27,3% dels habitatges hi vivien persones soles el 14,1% de les quals corresponia a persones de 65 anys o més que vivien soles. El nombre mitjà de persones vivint en cada habitatge era de 2,49 i el nombre mitjà de persones que vivien en cada família era de 2,97.
Per edats la població es repartia de la següent manera: un 27,9% tenia menys de 18 anys, un 5,7% entre 18 i 24, un 25,9% entre 25 i 44, un 26,3% de 45 a 60 i un 14,2% 65 anys o més.
L'edat mediana era de 38 anys. Per cada 100 dones de 18 o més anys hi havia 114,5 homes.
La renda mediana per habitatge era de 45.469 $ i la renda mediana per família de 50.536 $. Els homes tenien una renda mediana de 32.083 $ mentre que les dones 24.063 $. La renda per capita de la població era de 17.746 $. Aproximadament l'1,8% de les famílies i el 5,9% de la població estaven per davall del llindar de pobresa.

## Poblacions més properes
El següent diagrama mostra les poblacions més properes.